# Andreas De Lathauwer
Andreas De Lathauwer (Gent, 10 maart 2003) is een Belgische atleet, die gespecialiseerd is in het kogelstoten. Hij veroverde drie Belgische titels.

## Biografie
De Lathauwer nam in 2022 op het kogelstoten en discuswerpen deel aan de wereldkampioenschappen U20 in Cali. Hij werd elfde in de finale van het kogelstoten.
In 2023 werd De Lathauwer met een persoonlijk record voor het eerst Belgisch indoorkampioen kogelstoten.
De Lathauwer is aangesloten bij Vlierzele Sportief.

## Belgische kampioenschappen
Outdoor
| Onderdeel   | Jaar       |
| ----------- | ---------- |
| kogelstoten | 2023, 2024 |

Indoor
| Onderdeel   | Jaar |
| ----------- | ---- |
| kogelstoten | 2023 |

## Persoonlijke records
Outdoor
| Onderdeel    | Prestatie | Datum       | Plaats  |
| ------------ | --------- | ----------- | ------- |
| kogelstoten  | 18,93 m   | 9 juni 2024 | Lokeren |
| discuswerpen | 55,32 m   | 9 juni 2024 | Lokeren |

Indoor
| Onderdeel   | Prestatie | Datum           | Plaats |
| ----------- | --------- | --------------- | ------ |
| kogelstoten | 18,46 m   | 1 februari 2025 | Gent   |

## Palmares

### kogelstoten
- 2022:  BK indoor AC - 16,84 m
- 2022: 11e WK U20 in Cali - 17,69 m
- 2023:  BK indoor AC - 17,49 m
- 2023:  BK AC - 17,08 m
- 2024:  BK indoor AC - 16,24 m
- 2024:  BK AC - 18,45 m
- 2025:  BK indoor AC - 17,96 m

### discuswerpen
- 2022: 11e in kwalificatie WK U20 in Cali - 51,01 m
- 2024:  BK AC - 51,48 m